# 원술 토벌전
원술 토벌전(袁術討伐戰)은 후한말 197년 군벌 원술이 황제를 자칭하자 후한 조정의 조조와 원술에 반대하는 손책, 유비, 여포 등의 군벌들이 협공하여 원술을 멸망토록 한 전투이다.